# KBS부산방송총국
KBS부산방송총국(KBS釜山放送總局)은 부산광역시와 경남 양산 일부 지역을 대상으로 하는 한국방송공사의 지역방송총국이다. 지역총국 중 하나로, KBS울산방송국을 하부에 두고 있다. 이름은 부산한국방송공사이다.

## 개요
1935년 9월 21일 사단법인 조선방송협회 부산방송국으로 개국하여 1984년 7월 16일 KBS 공사 직제 개편으로 KBS부산방송본부로 승격되었다. 1988년 5월 현재 위치로 이전하였으며, 1993년 4월 21일 KBS 공사 직제 개편으로 KBS부산방송총국으로 승격되었다. 2004년 7월 12일 디지털TV를 개국하였다.
보도, 지역 현안, 지역민 문제에 대한 시사교양적 프로그램을 자체 제작하여 편성하고 있으며, 대부분의 방송은 프로그램 제작국(키국)인 KBS본사의 프로그램을 릴레이하여 편성하고 있다.

## 연혁

### 1930년대
- 1935년 6월 1일 : 조선총독부, 조선방송협회 부산방송국의 방송무선전화 시설을 허가 (호출부호 JBAK, 주파수 1030kHz, 출력 150W)
- 1935년 9월 21일 : 부산방송국 개국
- 1937년 3월 30일 : 조선총독부, 출력 증강을 허가 (출력 250W)

### 1940년대
- 1941년 5월 15일 : 조선총독부, 제2방송 시설을 허가 (제1방송: 주파수 650kHz, 출력 250W, 제2방송: 주파수 1030kHz, 출력 250W)
- 1941년 8월 ?일 : 제2방송 시작
- 1945년 9월 9일 : 일본어로 하는 제1방송 폐지, 제2방송을 제1방송으로 개칭 후 주파수 변경 (주파수 650kHz, 500W)
- 1947년 10월 1일 : 새로운 호출 부호 사용 (HLKB)
- 1948년 8월 6일 : 대한방송협회 부산방송국으로 명칭 변경

### 1950년대
- 1950년 4월 10일 : 부산지방방송국으로 명칭 변경

### 1960년대
- 1961년 12월 9일 : 동래 송신소 설치, 주파수 변경 (890kHz)
- 1968년 4월 10일 : 부산 TV 송신소 개소 (CH 9)
- 1968년 4월 10일 : KBS TV 부산사무소 개소
- 1969년 5월 8일 : 동래 → 김해 송신소 이전 개소 (주파수 890kHz)

### 1970년대
- 1971년 4월 10일 : 무룡산 중계소 개소
- 1972년 6월 26일 : 부산방송국 신축 이전 (대청동 → 초량)
- 1972년 11월 15일 : 부산방송국 TV 자체 방송 개시 (KBS 부산국)
- 1973년 3월 3일 한국방송공사 부산방송국으로 개편 발족
- 1977년 12월 31일 제1방송 표준FM 방송 개시

### 1980년대
- 1980년 7월 10일 : 부산방송국 FM라디오 방송 개시 (주파수 92.7MHz)
- 1980년 12월 1일 : 동양방송 부산지국(호출부호 HLKE-TV) 및 CBS 통합[1]
- 1981년 2월 2일 : 제3TV교육 방송 개시 (CH 23)
- 1981년 3월 16일 : 제3방송 FM방송 개시 (주파수 97.1MHz)
- 1981년 6월 2일 : 교육 라디오 방송 개시 (주파수 107.7MHz)
- 1981년 9월 7일 : 제3방송 폐지로 FM 97.1MHz가 제2라디오로 전환
- 1982년 5월 10일 : 울산 중계소 자체 방송 실시
- 1982년 12월 21일 : 산내 TV 중계소 개소 (CH 12, 출력 10W)
- 1982년 12월 31일 : 양산 TV 중계소 제2TV 개소 (CH 29, 출력 10W)
- 1983년 5월 14일 : 무룡산 중계소 제2TV 개국 (CH 27)
- 1983년 9월 5일 : 무룡산 중계소 음악FM, 교육FM 준공
- 1983년 12월 24일 : 용등 TV 중계소 제1TV 개소 (CH 19)
- 1983년 12월 31일 : 용등 TV 중계소 제3TV 개소 (CH 35)
- 1984년 7월 16일 : 부산방송본부 승격
- 1984년 11월 1일 : 황령산, 천마산 TV 중계소 개소
- 1984년 11월 30일 : 김해 송신소·영도 송신소, 무룡산 중계소 KTA에 이관
- 1984년 12월 16일 : 울산방송국 개국
- 1984년 12월 29일 : 용등 산내TV중계소 제3TV 개소
- 1985년 4월 19일 : 영도송신소 증축 공사 준공
- 1985년 9월 21일 : 부산방송본부 신축 사옥 기공 (대지 7425평, 연면적 9001평)
- 1986년 7월 30일 : 장산 TV 중계소 제1TV·제2TV 개소 (CH 29, CH 31, 출력 100W)
- 1986년 8월 4일 : 일본 NHK 오사카 방송국과 지역방송 협력협정 체결
- 1986년 12월 30일 : 용호 TV 중계소 제1TV 개소 (CH 13, 출력 100W)
- 1987년 6월 18일 : 장산 TV 중계소 제3TV 개소 (CH 25, 출력 100W)
- 1987년 12월 30일 : 용등 TV 중계소 제2TV 개소 (CH 41, 출력 10W)
- 1988년 5월 20일 : 부산방송본부 사옥 준공 이전 (초량 → 남천1동)
- 1988년 6월 1일 : 김해 송신소 영도 송신소 KTA에 환원
- 1988년 6월 21일 : 만덕 TV 중계소 개소
- 1988년 12월 31일 : 산내 TV 중계소 제2TV 개소 (CH 12, 출력 10W)

### 1990년대
- 1990년 7월 12일 : 만덕 TV 중계소 제2TV 개소 (CH 19, 출력 100W)
- 1992년 12월 24일 : 반송, 괴정 TV 중계소 개소
- 1993년 4월 21일 : 부산방송총국 개칭
- 1993년 12월 1일 : 용동매산, 하북 TV 중계소 제3TV 개소
- 1994년 12월 8일 : 녹산 TV 중계소 개소
- 1995년 11월 25일 : 기장 TV 중계소 개소
- 1996년 10월 31일 : 김해 송신소 디지털 송신기 교체 완료

### 2000년대
- 2001년 12월 1일 : 영도 송신소 자동화 완료
- 2001년 12월 3일 : 제1라디오 표준FM 신설 (주파수 103.7MHz)
- 2001년 12월 8일 : 연주소 송출 운용 센터 개소
- 2003년 12월 5일 : 황령산 디지털TV 송신소 준공
- 2004년 7월 12일 : 황령산 송신소 디지털TV 방송 송출 (1TV - CH 14, 2TV - CH 16, EBS - CH 18)
- 2005년 12월 10일 : FM라디오 시설 이설 (영도 송신소 → 황령산 송신소)
- 2006년 6월 29일 : 황령산 송신소 지상파DMB 실용화 시험국 준공
- 2007년 8월 1일 : 황령산 송신소 지상파DMB 본방송 실시
- 2009년 4월 6일 : HD주조 준공

### 2010년대
- 2012년 10월 9일 : 지상파 아날로그 TV 방송 종료
- 2013년 7월 17일 : 디지털 TV 채널 재배치 완료
- 2015년 11월 30일 : 제2 라디오 기장, 정관, 녹산 중계소 (FM 99.5MHz) 준공
- 2015년 12월 1일 : 제2 라디오 기장, 양산, 정관, 녹산 중계소 (FM 99.5MHz) 개국
- 2017년 12월 29일 : KBS부산 1TV와 KBS부산 2TV UHD 방송 개국

## 방송 송출 시설망

### TV
- 1TV
  - 호출부호 : HLKB-DTV
  - 가상채널 9-1

- 2TV
  - 호출부호 : HLKE-DTV[2]
  - 가상채널 7-1

| 송신소        | UHD      | UHD      | UHD   | HD                                        | HD       | HD    | 송신소 위치                      |
| 송신소        | 물리채널 | 물리채널 | 출력  | 물리채널                                  | 물리채널 | 출력  | 송신소 위치                      |
| 송신소        | 1TV      | 2TV      | 출력  | 1TV                                       | 2TV      | 출력  | 송신소 위치                      |
| ------------- | -------- | -------- | ----- | ----------------------------------------- | -------- | ----- | -------------------------------- |
| 황령산 송신소 | CH 52    | CH 56    | 5kW   | CH 14                                     | CH 16    | 2.5kW | 부산 부산진구 전포1동 산50-1     |
| 정관 중계소   |          |          |       | CH 21                                     | CH 23    | 50W   | 부산 기장군 정관면 달산리 산32-2 |
| 기장 중계소   | CH 32    | CH 34    | 90W   | 부산 기장군 일광면 횡계리 산28-1 (일광산) |          |       |                                  |
| 대변 소출력   | CH 32    | CH 34    | 0.05W | 부산 기장군 기장읍 대변리 304-20          |          |       |                                  |
| 장산 중계소   | CH 27    | CH 29    | 20W   | 부산 해운대구 우2동 산149-50              |          |       |                                  |
| 만덕 중계소   | CH 23    | CH 37    | 20W   | 부산 동래구 온천3동 산193 달북마을        |          |       |                                  |
| 동삼 소출력   | CH 14    | CH 16    | 0.05W | 부산 영도구 동삼1동                       |          |       |                                  |
| 천마산 중계소 | CH 43    | CH 44    | 20W   | 부산 사하구 감천2동 산99-1                |          |       |                                  |
| 동매산 중계소 | CH 20    | CH 23    | 5W    | 부산 사하구 괴정4동 산109                 |          |       |                                  |
| 녹산 중계소   | CH 38    | CH 42    | 90W   | 부산 강서구 생곡동 산10-3 (봉화산)        |          |       |                                  |
| 양산 중계소   | CH 20    | CH 21    | 90W   | 경남 양산시 북정동 산39-2                 |          |       |                                  |
| 하북 중계소   | CH 35    | CH 23    | 10W   | 경남 양산시 하북면 초산리 산7-6           |          |       |                                  |

아날로그TV
아날로그TV
- 1TV
  - 호출부호 : HLKB-TV
- 2TV
  - 호출부호 : HLKE-TV

| 송신소        | 채널  | 채널  | 출력 | 송신소 위치                               |
| 송신소        | 1TV   | 2TV   | 출력 | 송신소 위치                               |
| ------------- | ----- | ----- | ---- | ----------------------------------------- |
| 영도 송신소   | CH 9  | CH 7  | 10kW | 부산 영도구 신선동3가 산1-3 (봉래산)      |
| 녹산 중계소   | CH 48 | CH 50 | 500W | 부산 강서구 생곡동 산10-3 (봉화산)        |
| 만덕 중계소   | CH 27 | CH 40 | 100W | 부산 동래구 온천3동 산193 달북마을        |
| 천마산 중계소 | CH 35 | CH 47 | 100W | 부산 사하구 감천2동 산99-1                |
| 괴정 중계소   | CH 25 | CH 37 | 10W  | 부산 사하구 괴정2동 산7-2 (승학산)        |
| 동매산 중계소 | CH 27 | CH 21 | 10W  | 부산 사하구 괴정4동 산109                 |
| 황령산 중계소 | CH 55 | CH 49 | 500W | 부산 부산진구 전포1동 산50-1              |
| 반송 중계소   | CH 41 | CH 47 | 10W  | 부산 해운대구 반송1동 산81-4 (운봉산)     |
| 장산 중계소   | CH 29 | CH 35 | 100W | 부산 해운대구 우2동 산149-50              |
| 기장 중계소   | CH 36 | CH 38 | 100W | 부산 기장군 일광면 횡계리 산28-1 (일광산) |
| 양산 중계소   | CH 26 | CH 29 | 100W | 경남 양산시 북정동 산39-2                 |
| 하북 중계소   | CH 47 | CH 49 | 10W  | 경남 양산시 하북면 초산리 산7-6           |

### 라디오
| KBS부산 제1라디오          | KBS부산 제1라디오 | KBS부산 제1라디오 | KBS부산 제1라디오 | KBS부산 제1라디오                | KBS부산 제1라디오                                                                    |
| 송신소                     | 주파수            | 출력              | 호출부호          | 송신소 위치                      | 방송구역&비고                                                                        |
| -------------------------- | ----------------- | ----------------- | ----------------- | -------------------------------- | ------------------------------------------------------------------------------------ |
| 김해 송신소                | AM 891kHz         | 250kW             | HLKB              | 경남 김해시 부원동 339           | 부산, 경남 전지역                                                                    |
| 황령산 송신소              | FM 103.7MHz       | 3kW               | HLKB-SFM          | 부산 부산진구 전포1동 산50-1     | 부산광역시 일원, 울산광역시 일부, 창원시 일부, 밀양시 일부, 김해시 일부, 양산시 일부 |
| 양산 중계소                | FM 91.3MHz        | 20W               | HLKB-SFM          | 경남 양산시 북정동 산39-2        | 양산시 일원                                                                          |
| 기장 중계소                | FM 91.3MHz        | 30W               | HLKB-SFM          | 부산 기장군 일광면 횡계리 산28-1 | 부산광역시 기장군 일원                                                               |
| 정관 중계소                | FM 91.3MHz        | 20W               | HLKB-SFM          | 부산 기장군 정관면 달산리 산32-2 | 부산광역시 기장군 정관면 일원                                                        |
| 녹산 중계소                | FM 91.3MHz        | 30W               | HLKB-SFM          | 부산 강서구 생곡동 산 10-3       | 부산 강서구 일원                                                                     |
| KBS부산 제2라디오 (해피FM) |                   |                   |                   |                                  |                                                                                      |
| 송신소                     | 주파수            | 출력              | 호출부호          | 송신소 위치                      | 비고                                                                                 |
| 황령산 송신소              | FM 97.1MHz        | 3kW               | HLKE-SFM          | 부산 부산진구 전포1동 산50-1     | 부산광역시 일원, 울산광역시 일부, 창원시 일부, 밀양시 일부, 김해시 일부, 양산시 일부 |
| 양산 중계소                | FM 99.5MHz        | 20W               | HLKE-SFM          | 경남 양산시 북정동 산39-2        | 양산시 일원                                                                          |
| 기장 중계소                | FM 99.5MHz        | 15W               | HLKE-SFM          | 부산 기장군 일광면 횡계리 산28-1 | 부산광역시 기장군 일원                                                               |
| 정관 중계소                | FM 99.5MHz        | 20W               | HLKE-SFM          | 부산 기장군 정관면 달산리 산32-2 | 부산광역시 기장군 정관면 일원                                                        |
| 녹산 중계소                | FM 99.5MHz        | 30W               | HLKE-SFM          | 부산 강서구 생곡동 산 10-3       | 부산 강서구 일원                                                                     |
| KBS부산 음악FM             |                   |                   |                   |                                  |                                                                                      |
| 송신소                     | 주파수            | 출력              | 호출부호          | 송신소 위치                      | 비고                                                                                 |
| 황령산 송신소              | FM 92.7MHz        | 5kW               | HLKB-FM           | 부산 부산진구 전포1동 산50-1     | 부산광역시 일원, 울산광역시 일부, 창원시 일부, 밀양시 일부, 김해시 일부, 양산시 일부 |

### 라디오 시보 멘트
- 제1라디오 :  한국인의 중심채널 KBS 1라디오가 OO시를 알려드립니다. AM 891KHz FM 103.7MHz KBS부산 제1라디오입니다. HLKB
- 제2라디오 : 좋은 방송 밝은 내일 KBS가 5시를 알려드립니다. FM 97.1MHz KBS 제2라디오입니다. HLKE (방송개시멘트)
- 음악FM : 좋은 방송 밝은 내일 KBS가 OO시를 알려드립니다. 92.7MHz KBS부산 FM방송입니다. HLKB-FM

## TV 프로그램

### 방영 프로그램

#### 1TV
- KBS 뉴스광장 부산
- KBS 뉴스 930 부산
- KBS 뉴스 7 부산
- KBS 뉴스 9 부산
- KBS 부산 스페셜
- 전국을 달린다
- 생생투데이 사람과 세상
- 아침마당 부산
- 세상 다반사
- K-토크

## 라디오 프로그램

### 방영 프로그램

#### 1라디오
- KBS 부산 9시 뉴스
- KBS 부산 정오종합뉴스
- KBS 부산 17시 뉴스
- 부산의 오늘

#### 해피FM
- 3시에 어디가요

### 종영 프로그램

#### 1라디오
- 부산전망대 (2010년 2월 19일자로 폐지)
- 굿모닝 부산 (2023년 5월 19일자로 폐지)
- 부산 정보센터 (2023년 5월 19일자로 폐지)
- 부산은 지금 (2019년 9월 11일자로 폐지)
- 시사포커스 부산 (2024년 12월 20일자로 폐지)

#### 해피FM
- 즐거운 저녁길 (2024년 12월 20일자로 폐지)

#### 음악FM
- 장현순의 뮤직데이트 (2022년 4월 29일자로 폐지)

## 조직
- 편성제작본부 - 프로그램 제작, 아나운서, 문화사업, 카메라
- 보도본부 - 영상 취재, 영상 취재
- 기술본부 - 기술 관리, 제작 기술, 송출 기술
- 시청자/서비스팀 - 총무 행정, 재원 관리

## 아나운서

### 현직
- 김평래 (남성) : 1995년 ~ 현재 - 22기
- 차재환 (남성) : 2010년 ~ 현재 - 36기
- 최현호 (남성) : 2014년 ~ 현재 - 41기

### 전직
- 김무중 (남성) : 퇴사
- 박인필 (남성) : 퇴사
- 송기만 (남성) : 퇴사
- 김경동 (남성) : 퇴사
- 故 장기범 (남성) : 퇴사
- 김운대 (남성) : 퇴사
- 故 김모세 (남성) : 과거 TBC아나운서, 과거 KBS아나운서
- 박용호 (남성) : 1974 ~ 1975 - 과거 KBS 아나운서, 과거 정치인, 과거 국회의원
- 김병래 (남성) : 1976 ~ 2004 - 아나운서부장, 과거 심의실 부장, 정년 퇴직
- 왕종근 (남성) : 1980 ~ 1994 - 과거 TBC 부산 아나운서, 과거 KBS 아나운서, 현재 방송인
- 조계식 (남성) : 1980 ~ 1998 - 과거 TBC 부산 아나운서, 아나운서부장 정년퇴임
- 성경환 (남성) : 1981 ~ 1982 - 과거 MBC 아나운서, 과거 TBS 국장, 현재 한국정책방송원 위원장
- 정용조 (남성) : 1983 ~ 1999 - 과거 KBS 아나운서
- 박영석 (남성) : 1983 ~ 1984 - 과거 대구MBC 기자
- 김흥수 (남성) : 1983 ~ 1984, 1984 ~ 1985 - 과거 KBS 대구 아나운서
- 전인석 (남성) : 1987 ~ 1993 - 과거 KBS 대구 아나운서
- 정인수 (남성) : 1989 ~ 1990 - 과거 KBS 대구 아나운서
- 허지은 (여성) : 1993 ~ 1998 - 현재 MBC 기자
- 신동진 (남성) : 1992 ~ 1996 - 과거 MBC 아나운서, 현재 방송인
- 성세정 (남성) : 1993 ~ 1994 - 현재 KBS 아나운서
- 장두희 (남성) : 1993 ~ 1994 - 과거 KBS 아나운서
- 조건진 (남성) : 1994 ~ 1995 - 과거 KBS 아나운서
- 박유한 (남성) : 1994 ~ 1995 - 과거 KBS 기자
- 한상권 (남성) : 1995 ~ 1996 - 현재 KBS 아나운서
- 이형걸 (남성) : 1997 ~ 1998 - 현재 KBS 아나운서  전 청주방송총국장
- 오태훈 (남성) : 1998 ~ 1999 - 현재 KBS 아나운서
- 故 박태남 (남성) : 2000 ~ 2001 - 과거 KBS 아나운서
- 최장원 (남성) : 1995 ~ 1996 - 현재 MBC 보도국
- 오승원 (남성) : 2010 ~ 2011 - 현재 KBS 아나운서
- 한상헌 (남성) : 2011 ~ 2012 - 현재 KBS 아나운서
- 조항리 (남성) : 2012 ~ 2013 - 현재 KBS 아나운서
- 김동환 (남성) : 정년 퇴임
- 김정림 (여성) : 퇴사
- 김경자 (여성) : 퇴사
- 채연식 (여성) : 퇴사
- 이해선 (여성) : 퇴사
- 강미란 (여성) : 퇴사
- 송광자 (여성) : 퇴사
- 전옥수 (여성) : 1980 ~ 1991 - 과거 TBC 부산 아나운서, 과거 KBS 청주 아나운서
- 김미균 (여성) : 1985 ~ 1990 - 과거 KBS 진주 아나운서
- 장현순 (여성) : 1985 ~ 2022 - 정년 퇴임
- 차경애 (여성) : 1985 ~ 2022 - 정년 퇴임
- 선우경 (여성) : 1994 ~ 1997 - 과거 ITV 아나운서, 현재 방송인
- 윤소희 (여성) : 1997 ~ 1998 - 과거 KBS 아나운서
- 공정민 (여성) : 1999 ~ 2002 - 과거 KBS 아나운서, 현재 방송인
- 홍소연 (여성) : 1999 ~ 2000 - 현재 KBS 아나운서
- 최윤경 (여성) : 2000 ~ 2001 - 현재 KBS 아나운서
- 박주아 (여성) : 2001 ~ 2002 - 현재 KBS 아나운서
- 정은승 (여성) : 2001 ~ 2002 - 현재 KBS 아나운서
- 강수정 (여성) : 2002 ~ 2003 - 과거 KBS 아나운서, 현재 방송인
- 김보민 (여성) : 2003 ~ 2004 - 현재 KBS 아나운서
- 노현정 (여성) : 2004 ~ 2005 - 과거 KBS 아나운서
- 백승주 (여성) : 2004 - 현재 KBS 아나운서
- 박지윤 (여성) : 2004 ~ 2005 - 과거 KBS 아나운서, 현재 방송인
- 고은령 (여성) : 2005 ~ 2010 - 과거 스튜디오뮤지컬 대표, 현재 보들극장 대표
- 이선영 (여성) : 2005 ~ 2006 - 과거 KBS 아나운서
- 오정연 (여성) : 2006 ~ 2007 - 과거 KBS 아나운서, 현재 방송인
- 장수연 (여성) : 2007 ~ 2012 - 현재 KBS 아나운서
- 손지민 (여성) : 2010 ~ 2011 - 과거 KBS 포항 아나운서, 현재 KBS 대구 아나운서
- 김민정 (여성) : 2012 ~ 2013 - 과거 KBS 아나운서, 현재 방송인
- 배소빈 (여성) : 2020 ~ 2021 - 과거 TV조선 기상캐스터
- 이은솔 (여성) : 2021 - 현재 YTN 아나운서
- 이지현 (여성) : 2014 ~ 2022 - 현재 KBS 청주 아나운서
- 정은혜 (여성) : 2023 ~ 2024 - 현재 KBS 아나운서

## 기상 캐스터

### 현직
- 김혜윤

### 전직
- 박소민
- 김희주
- 홍나실
- 김하윤
- 안정혜

## 리포터

### 현직
- 백수정
- 이남미
- 강민지

### 전직
- 윤정은
- 김슬아
- 현채화
- 이하영
- 김미주
- 박지훈
- 오수정
- 박경민

## 수화 통역사
- 강주수

## 기자
- 배병오 보도국장 (남성)
- 이철재 (남성)
- 노준철 (남성)
- 공웅조 (남성)
- 황현규 (남성)
- 정민규 (남성)
- 장성길 (남성)
- 최재훈 (남성)
- 김영록 (남성)
- 이준석 (남성)
- 안종홍 (남성)
- 김옥천 (남성)
- 강지아 (여성)
- 박선자 (여성)
- 김지원 (여성)
- 이이슬 (여성)
- 최위지 (여성)
- 김아르내 (여성)
- 강예슬 (여성)
- 서정윤 (여성)
- 전형서 (남성)

## 역대 연중캠페인
- 2011년: 건강한 가족 행복한 부산 KBS가 함께 합니다.
- 2014년: 지역이 희망이다
- 2018년: 새로운 지방시대 KBS부산이 앞장 서겠습니다.
- 2020년: 국제 관광도시 부산은 KBS와 함께 합니다.
- 2021년: 다시 뛰는 부산, KBS가 함께 합니다.
- 2023년: 지역 독립 선언 – 부산에 산다.
- 2022년, 2024년: 청년 부산
- 2025년: 다시! 부산!

## 참고 문헌
- KBS 부산방송총국의 어제와 오늘 (1) 보관됨 2020-08-13 - 웨이백 머신
- KBS 부산방송총국의 어제와 오늘 (2) 보관됨 2020-08-13 - 웨이백 머신